# Роберваль (Квебек)
Роберваль (фр. Roberval) — місто у провінції Квебек (Канада) у регіоні Сагне-Ляк-Сен-Жан. Розташований на березі озера Сен-Жан.

## Клімат
Місто знаходиться у зоні, котра характеризується вологим континентальним кліматом з теплим літом. Найтепліший місяць — липень із середньою температурою 18.3 °C (65 °F). Найхолодніший місяць — січень, із середньою температурою -16.4 °С (2.5 °F).
| Клімат Роберваля        | Клімат Роберваля | Клімат Роберваля | Клімат Роберваля | Клімат Роберваля | Клімат Роберваля | Клімат Роберваля | Клімат Роберваля | Клімат Роберваля | Клімат Роберваля | Клімат Роберваля | Клімат Роберваля | Клімат Роберваля | Клімат Роберваля |
| Показник                | Січ.             | Лют.             | Бер.             | Квіт.            | Трав.            | Черв.            | Лип.             | Серп.            | Вер.             | Жовт.            | Лист.            | Груд.            | Рік              |
| Абсолютний максимум, °C | 14,5             | 11,5             | 17,8             | 30,9             | 34,2             | 35,8             | 36,5             | 37,8             | 33,1             | 25,8             | 20,8             | 12,2             | 37,8             |
| Середній максимум, °C   | −11,1            | −8               | −1,5             | 7                | 15,8             | 21,5             | 23,7             | 22,5             | 17,4             | 9,8              | 1,5              | −6,3             | 7,7              |
| Середня температура, °C | −16,4            | −13,4            | −6,9             | 1,9              | 9,9              | 15,6             | 18,3             | 17,1             | 12,3             | 5,4              | −2,3             | −10,9            | 2,6              |
| Середній мінімум, °C    | −21,7            | −18,8            | −12,2            | −3,2             | 3,9              | 9,7              | 12,9             | 11,6             | 7,1              | 1                | −6,1             | −15,4            | −2,6             |
| Абсолютний мінімум, °C  | −38,6            | −38,9            | −33,1            | −24,5            | −10,6            | −2,2             | 3,9              | 0                | −4,4             | −11,7            | −24,2            | −39,2            | −39,2            |
| Норма опадів, мм        | 54.5             | 43.7             | 51.7             | 63.2             | 73.9             | 82.9             | 105.7            | 86.2             | 84               | 71.2             | 84.2             | 63.8             | 864.9            |
| Днів з опадами          | 16,1             | 12               | 12,8             | 12,1             | 13,5             | 13,3             | 15,3             | 14               | 15               | 13,8             | 15,2             | 16,6             | 169,8            |
| Днів з дощем            | 1,2              | 1,3              | 3,1              | 8,1              | 13               | 12,8             | 15,3             | 14               | 14,3             | 13               | 7,7              | 2,6              | 106,3            |
| Днів зі снігом          | 15,7             | 11,6             | 10,9             | 6,2              | 0,9              | 0,1              | 0                | 0                | 0,1              | 2,8              | 10,7             | 16,1             | 75,1             |
| ----------------------- | ---------------- | ---------------- | ---------------- | ---------------- | ---------------- | ---------------- | ---------------- | ---------------- | ---------------- | ---------------- | ---------------- | ---------------- | ---------------- |
| Джерело: Weatherbase    |                  |                  |                  |                  |                  |                  |                  |                  |                  |                  |                  |                  |                  |